# Алькайне, Хосе Луис
Хосе́ Луи́с Алька́йне (исп. José Luis Alcaine; род. 26 декабря 1938, Танжер) — испанский кинооператор.

## Биография
Дебютировал в 1965 году. Работал с крупнейшими испанскими кинорежиссёрами. Снял более ста лент. Лауреат многочисленных премий.

## Избранная фильмография
- Кто может убить ребенка (1976, Нарсисо Ибаньес Серрадор)
- Смена пола (1977, Висенте Аранда)
- Оставайся собой (1978, Альберто Латтуада)
- Рапсодия дельца (1985, Хью Уилсон)
- Женщины на грани нервного срыва (1988, Педро Альмодовар)
- Свяжи меня! (1990, Педро Альмодовар)
- Ай, Кармела! (1990, Карлос Саура)
- Любовники (1992, Висенте Аранда)
- Ветчина, ветчина (1992, Бигас Луна)
- Изящная эпоха (1992, Фернандо Труэба, премия «Гойя»)
- Птица счастья (1992, Пилар Миро, премия «Гойя»)
- Двое — это слишком (1996, Фернандо Труэба)
- Анархистки (1996, Висенте Аранда)
- Дон Жуан (1998, Жак Вебер)
- Девушка из Рио (2001, Кристофер Монджер)
- Танцующая наверху (2002, Джон Малкович)
- Дурное воспитание (2004, Педро Альмодовар)
- Рома (2004, Адольфо Аристарайн)
- Возвращение (2006, Педро Альмодовар, Европейская кинопремия за лучшую операторскую работу)
- Тирант Белый (2006, Висенте Аранда, в российском прокате — Византийская принцесса)
- Тереса, плоть Христова (2007, Рэй Лорига)
- Тринадцать роз (2007, Эмилио Мартинес Ласаро, премия Гойя)
- Любовные песни в клубе Лолиты (2007, Висенте Аранда)
- Кожа, в которой я живу (2011, Педро Альмодовар)
- Страсть, (2012, Брайан Де Пальма)
- Я очень возбуждён (2013, Педро Альмодовар)
- Боль и слава (2019, Педро Альмодовар)
- Человеческий голос (2020, Педро Альмодовар)
- Параллельные матери (2022, Педро Альмодовар)

## Признание
Пятикратный лауреат премии «Гойя» (шестнадцать номинаций).